# Jón Kalman Stefánsson
Jón Kalman Stefánsson, född 17 december 1963 i Reykjavik, är en isländsk författare. Han är en av de internationellt mest lästa isländska författarna. I Sverige har sju av hans romaner publicerats av Weyler förlag.

## Biografi
Jón Kalman Stefánsson bodde i Reykjavik till tolv års ålder, då han flyttade till Keflavik. Han studerade litteratur vid Islands universitet och har skrivit litteraturkritik i Morgunblaðið. Han debuterade som skönlitterär författare 1988 med diktsamlingen Með byssuleyfi á eilífðina. Fyra av hans verk har nominerats till Nordiska rådets litteraturpris och Sumarljós, og svo kemur nóttin (Sommarljus och sen kommer natten) belönades 2005 med Isländska litteraturpriset. 2011 tilldelades han P.O. Enquists pris.